# Европейский центр стратегической разведки и безопасности
Европейский центр стратегической разведки и безопасности (European Strategic Intelligence and Security Center, ESISC) — аналитический центр занимающийся вопросами, связанными с терроризмом и безопасностью, а также предоставляющий услуги лоббирования.

## О ESISC
ESISC был основан в апреле 2002 году, возглавляет центр журналист Клод Монике.
В августе 2007 года Министерство внутренних дел Бельгии отказалось от консультационных услуг ESISC, обвинив Клода Монике в растрате и незаконном владении оружием.

### Наблюдатели на выборах
Представители ESISC участвовали в Азербайджане на президентских выборах 2013 года и парламентских выборах в Азербайджане 2015 года в качестве наблюдателей и оценивали их положительно, а также критически отзывались об оценках миссии БДИПЧ ОБСЕ, в которых выборы признавались несоответствующими демократическим нормам.

#### Критика
Согласно «Freedom Files Analytical Centre» ESISC лоббирует интересы Азербайджана, а также предоставляет услуги «ложных наблюдателей», задача которых участвовать в выборах автократических государств в качестве наблюдателей, сообщая о демократическом голосовании, и критиковать наблюдательную миссию БДИПЧ ОБСЕ.
По словам Роберта Коалсона («Радио Свободная Европа»), ESISC является частью лоббистских усилий Баку по использованию аналитических центров для изменения общественного мнения об Азербайджане.

## Доклад по Западной Сахаре
В 2005 году ESISC выпустил доклад по Западной Сахаре и Полисарио, в котором утверждала связь между Полисарио и Аль-Каедой. Марокканский оппозиционный журнал Le Journal Hebdomadaire подверг критике этот доклад написав, что в нём отражены официальные взгляды правительства Марокко и что доклад был профинансирован марокканскими властями. Якоб Мунди считает этот доклад частью марокканской пропаганды, призванной дискредитировать фронт Полисарио. Авторов доклада Le Journal Hebdomadaire охарактеризовал как «журналистов королевского двора». Клод Монике подал в суд на журнал по обвинению в клевете. Le Journal Hebdomadaire предложил Монике ответить в журнале на обвинения, но Монике отказался. Как отмечает Human Rights House, Монике подал иск не в бельгийский суд, где базируется ESISC, и не во французский, где выпускает свой бюллетень, а в марокканский. Суд обязал Le Journal Hebdomadaire выплатить Клоду Монике 360 тыс. долларов. По словам марокканских журналистов, это был самый крупный иск к СМИ в Марокко. Адвокатам журнала не дали вызвать экспертов-свидетелей, суд никак не мотивировал сумму штрафа.
Организация «Репортеры без границ» (RSF) охарактеризовали этот судебный процесс как «политически мотивированный и несправедливый».
Социальный антрополог, специализирующийся на регионе Сахары, Константина Исидорос, отмечает, что в 2005 и 2008 годах ESISC выпустил два почти аналогичных отчета, где высказывались заведомо ложные тезисы, что Полисарио способствует международному терроризму и исламскому экстремизму.

## Доклад «Республика Азербайджан: модель хорошего управления»
За месяц до президентских выборов 2013 года ESISC выпустил доклад под названием «Республика Азербайджан: модель хорошего управления». Как отмечает корреспондент «Радио Свободная Европа» Роберт Коалсон, в этом «беспорядочно составленном» докладе на неграмотном английском языке восхваляется «стабильное социальное благосостояние Азербайджана», говорится, что права женщин «сопоставимы с правами государств-членов ЕС» и отмечается «полное уважение религиозных меньшинств» в Азербайджане.

## Доклад «Армянская сеть»
6 марта 2017 года ESISC опубликовал отчет «Армянская сеть» («The Armenian Connection»), в котором обвинял ряд специализирующихся на защите прав человека НПО и исследовательских организации, критикующих нарушения прав человека и коррупцию в Азербайджане, Турции и России. В этом докладе ESISC утверждал, что доклад «Икорная дипломатия», содержит ложные сведения, и направлен на создание сети депутатов ПАСЕ, которые будут участвовать в политической войне против Азербайджана.
Во второй части доклада, который был опубликован 18 апреля 2017 года, ESISC утверждал, что в антиазербайджанскую сеть входит ряд премьер-министров европейских стран, армянские чиновники и общественные организации: Human Rights Watch , Amnesty International, «Human Rights House Foundation», «Open Dialog», European Stability Initiative, Helsinki Committee for Human Rights, и др. Согласно докладу финансирование этой антиазербайджанской сети осуществляет Фонд Сороса, ключевой фигурой сети с 2012 года был Комиссар Совета Европы по правам человека Нилс Муйжниекс, а сама сеть служила интересам Джорджа Сороса и Республики Армения.

### Критика
Как отмечает «Freedom Files Analytical Centre», доклад написан в худших традициях авторитарной пропаганды, содержит абсурдные претензии и пытается остановить критику лоббирования и коррупции в ПАСЕ (по коррупции в ПАСЕ см. Икорная дипломатия).
European Stability Initiative заявила, что «отчет ESISC полон лжи» (например, что член ПАСЕ Штрассер имеет проармянские взгляды, потому что отправился в Ереван в 2015 году в память о геноциде армян, тогда когда Штрассер никогда не был в Республике Армения).